# Weh

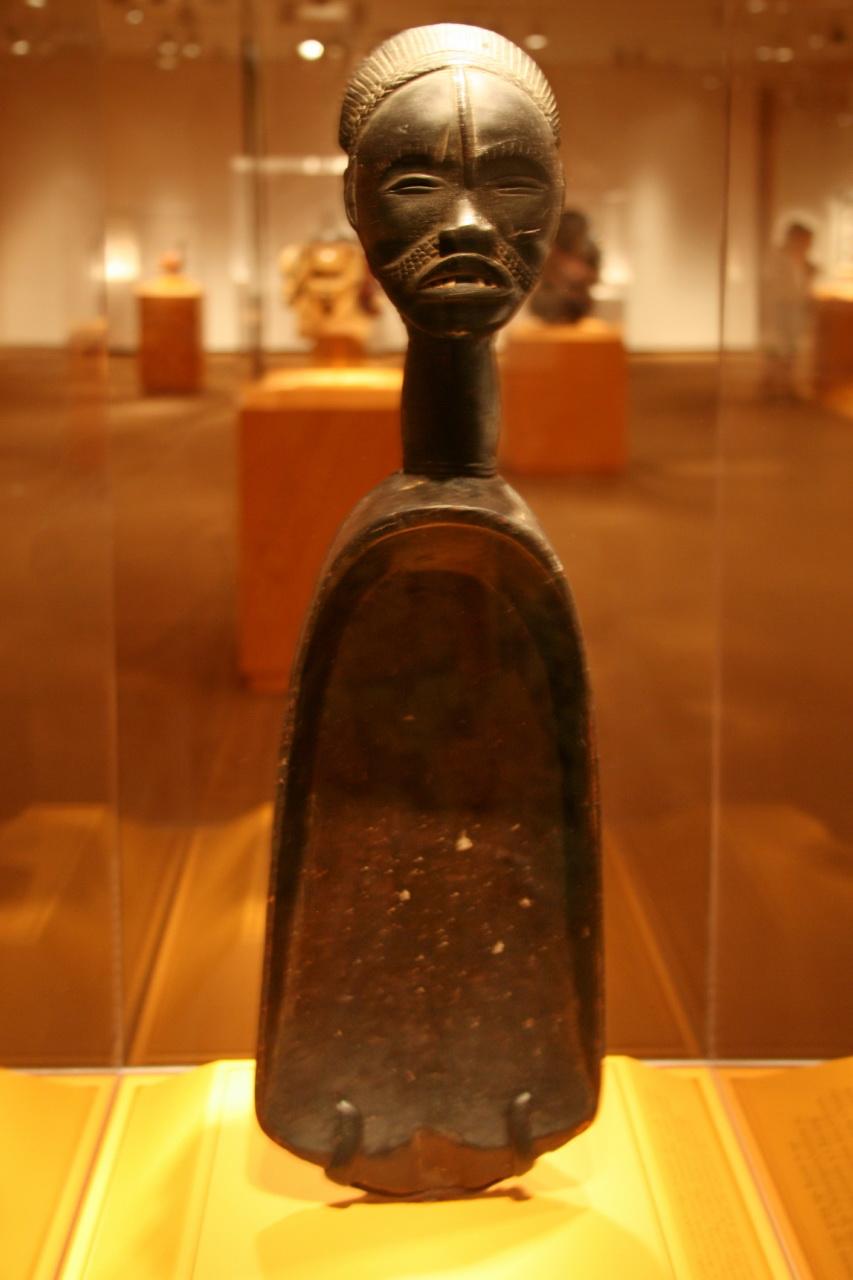
Löffel der Weh

Die Weh (französisch Wegnons oder kurz Wê bzw. Wé) sind ein Volk der Elfenbeinküste.
Sie sprechen die Sprache Guere (auch Wee genannt). Insgesamt leben über 600.000 Weh in Westafrika.

## Religion
Im traditionellen Glauben der Weh heißt es, dass das Weltall sich in 2 Kategorien teilt:
1. Die von Menschen beeinflussten Sachen
2. Die von Menschen nicht beeinflussten Sachen, speziell Sachen, die sich in der Natur wiederfinden

Die Überquerung der Linie zwischen den beiden Welten sei gefährlich und sollte daher vorsichtig durchgeführt werden. Der Mensch sollte die Natur keineswegs zerstören und wenn er den Wald durchquert, dann sollte er die Geister besänftigen.